# Multinational Division Central
Die "frühere" Multinational Division Central (MND (C)) war eine multinationale Division der NATO für Mitteleuropa und hatte ihr Hauptquartier im JHQ Rheindahlen bei Mönchengladbach.
Das Konzept dieser ersten echten multinationalen Division der NATO mit den vier beteiligten Nationen Belgien, Deutschland, Großbritannien und der Niederlande stammte noch aus dem Kalten Krieg. Die luftbewegliche MND (C) sollte die Northern Army Group Central Europe (NORTHAG) als Reserveeinheit unterstützen. Ab 1. April 1994 erfolgte die Einsatzbereitschaft der MND (C).
Der Divisionsstab bestand aus 50 Offizieren, 54 Unteroffizieren und den Mannschaften. Die Stabskompanie umfasste anfangs 154 Soldaten aus Deutschland. Erster Kommandeur wurde Generalmajor Pieter Huysman aus den Niederlanden.
Bis zur vollständigen Aktivierung der Division sollte jede Nation eine Fallschirmjäger- oder Luftlandebrigade, Kampfunterstützungseinheiten und Versorgungseinheiten zur Verfügung stellen.
Vollständig gegliedert wies sie vier Brigaden der vier beteiligten Nationen auf:
- die belgische Para-Commando-Brigade (Eversberg)
- die deutschen Luftlandebrigade 31 (Oldenburg)
- die britische 24. Airmobile Brigade (Colchester), ab 1999: die 16 Air Assault Brigade und
- die niederländische 11 Luchtmobiele Brigade (Schaarsbergen)

Die MND-C war mit einer Sollstärke von 20.000 Soldaten (darunter 5.600 Soldaten der Bundeswehr) der wichtigste multinationale, in Europa stationierte Eingreifverband (Rapid Reaction Forces) mit der Möglichkeit zu weltweiten Militärinterventionen. Die Division wäre bei Bedarf dem größeren Einsatzverband Allied Command Europe Rapid Reaction Corps (ARRC) unterstellt worden.
Als Forces Answerable to WEU (FAWEU) war es auch möglich die MND(C) für Militäroperationen im Auftrag der Westeuropäischen Union (WEU) zu mobilisieren.
Da die NATO sich zunehmend in Richtung anderer Krisenreaktionskräfte orientierte (High Readiness Force (Land)), wurde das Hauptquartier der MND (C) am 25. Oktober 2002 aufgelöst. Letzter Kommandeur war Generalmajor Marc Jacqmin.
Ab Juni 1999 wurde die Division von Peter-Johannes von Geyso geführt.